# Храм Воскресения Словущего (Сертякино)
Храм Воскресения Словущего — православный храм в деревне Сертякино городского округа Подольск Московской области. Освящён в честь праздника Воскресения Словущего.

## История
Первое здание на месте церкви было построено в 1694 году вотчинником Михаилом Мининым, а первым священнослужителем стал диакон Иоанн. В феврале 1735 года Александр Степанович Минин обращается в Синодальный Казённый приказ с просьбой построить в Сертякине новую деревянную церковь вместо обветшалой старой. По благословению Преосвященного Вениамина, епископа Коломенского, новая церковь в Сертякине была освящена протопопом Большого Успенского Собора в Москве Никифором Ивановым. В 1792 году на средства капитана Ивана Николаевича Нагаева была сооружена новая деревянная церковь на каменном фундаменте с приделом Николая Чудотворца в трапезной и с колокольней. Было три господских дома и при них регулярные сады с плодовыми деревьями. Однако Отечественная война 1812 года не обошла стороной и Сертякинскую церковь. Её восстановили одной из первых — уже в 1812 году.
В начале XIX века к церкви Воскресения Словущего была приписана за ветхостью каменная церковь Рождества Богородицы в селе Толбино, принадлежащая князю Н. Б. Юсупову — владельцу знаменитой усадьбы Архангельское; а в 1832 году приписана каменная церковь Спаса Нерукотворного Образа в селе Спасском-Никулине.
В декабре 1847 года помещица села Сертякино, Екатерина Ивановна Безобразова обращается к митрополиту Московскому и Коломенскому Филарету с дозволением приступить к сбору средств для возведения новой церкви. Она была построена в 1859 году. Она была сложена из красного кирпича с белокаменными деталями. Основное помещение имело форму куба и заканчивалось невысоким куполом. С востока к нему примыкает полукруглая в плане апсида, с запада — трапезная и двухъярусная колокольня. Фасады обработаны в духе эклектики.
В 1937 году церковь закрыли. Она сильно обветшала, а местные жители стали растаскивать её на кирпичи. Восстановление храма началось лишь в 1989 году. Священником церкви назначили Бориса Трещанского, который служит в церкви до сих пор. 2 июля 1989 года церковь была вновь освящена епископом Можайским Григорием.